# 拉普特
拉普特（法語：Lapte，法語發音：[lapt]）是法国上卢瓦尔省的一个市镇，位于该省东部偏北，属于伊桑若区。

## 地理
拉普特（45°11'9"N, 4°13'1"E）面积30.75 平方千米，位于法国奥弗涅-罗讷-阿尔卑斯大区上盧瓦爾省，该省份为法国中南部省份，北起多姆山省和卢瓦尔省，西接康塔爾省，南至洛泽尔省，东临阿尔代什省。
与拉普特接壤的市镇（或旧市镇、城区）包括：舍讷雷耶、格拉扎克、蒙勒加尔、罗库勒、圣热尔、圣帕勒德蒙、圣西戈莱娜、唐斯。

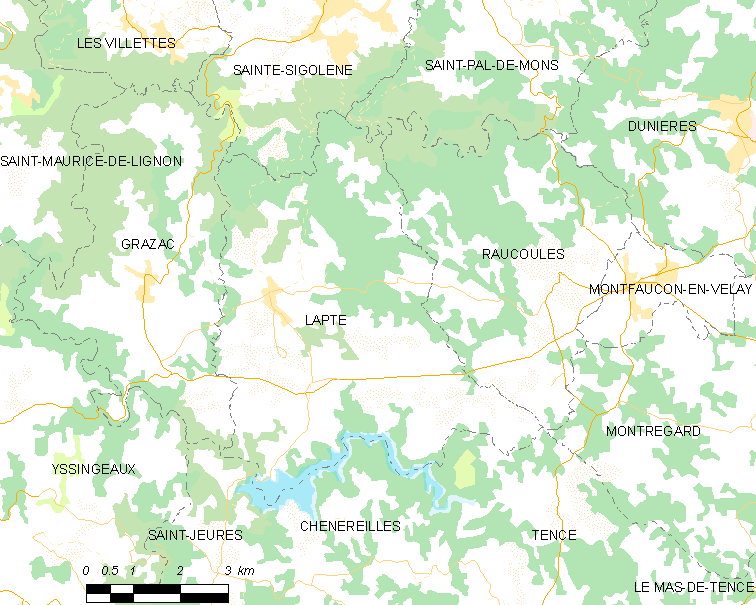
拉普特的OSM定位图

拉普特的时区为UTC+01:00、UTC+02:00（夏令时）。

## 行政
拉普特的邮政编码为43200，INSEE市镇编码为43114。

## 政治
拉普特所属的省级选区为伊桑若縣。

## 人口

1962-2008年间拉普特人口变化图示

拉普特于2022年1月1日时的人口数量为1774人。